# Mychajlo Mychajlovyč Kocjubyns'kyj
Mychajlo Mychajlovyč Kocjubyns'kyj (Vinnycja, 17 settembre 1864 – Černihiv, 25 aprile 1913) è stato uno scrittore e attivista ucraino.
È considerato il maestro della prosa psicologica ucraina. Tra le sue opere più famose, contraddistinte da uno stile impressionistico e neoromantico, sono Fata Morgana, Cosa è scritto nel libro della vita, Le ombre degli avi dimenticati.

## Biografia
Mychajlo Kocjubyns'kyj nacque nel 1864 a Vinnycja in una famiglia di nobili origini, circondato da molto affetto. Durante la sua infanzia, a causa del lavoro del padre, la famiglia si trasferiva spesso in città diverse. Nel 1875 la famiglia andò a vivere nella piccola città di Bar, dove fino al 1876 Mychajlo frequentò la scuola elementare mostrando sempre molto impegno. Negli anni 1876-1880 frequentò la scuola teologica a Šarhorod. Qui accadde un fatto importante che segnò profondamente la sua vita letteraria: all'età di 12 anni si innamorò di una ragazza maggiore di lui di quattro anni e, per farsi notare da lei, decise che sarebbe diventato un uomo importante. Intraprese così la strada della scrittura.
Negli anni seguenti il futuro scrittore fu colpito da una serie di disgrazie. Dopo il ritorno a Vinnycja nel 1881, a seguito di una crisi finanziaria della famiglia, fu costretto a interrompere gli studi. Nel 1882 nell'ambito di una serie di arresti di massa, Kocjubyns'kyj, a causa dei suoi legami con l’organizzazione rivoluzionaria Narodna Volia (Volontà del popolo) e delle sue idee indipendentiste, fu messo sotto sorveglianza dalla polizia e l’anno seguente la sua casa venne perquisita e gli vennero confiscate le opere ucraine proibite dall’Impero russo. Nel 1884 fu pubblicato il suo primo racconto intitolato Andrii Soloveiko o l’apprendimento è luce e l’ignoranza è oscurità, che però ricevette un'accoglienza fredda da parte della critica. Per questo motivo giunse quasi al proposito di abbandonare il mestiere dello scrittore, anche se poi Kocjubyns'kyj continuò a scrivere senza però mandare le opere in stampa. In quel periodo il padre dello scrittore perse il lavoro e poco dopo morì, la madre diventò cieca, lasciando così la responsabilità per i fratelli e le sorelle minori su Mychajlo. Da allora continuò a studiare autonomamente, dando lezioni private per guadagnare, e alla fine superò l’esame per diventare insegnante privato.
Fu nel 1890, dopo un viaggio a Leopoli, che ricominciò a pubblicare le sue opere. Lì incontrò Ivan Franko e altri letterati ed editori, iniziando una collaborazione con le riviste Pravda, Zoria, Dzvinok. Dal 1891 lavorò come insegnante privato a casa di un contabile nel villaggio di Lopatyntsi, dove completò una serie di racconti. Durante un soggiorno di lavoro nella Gubernija della Bessarabia e nella Gubernija della Tauride raccolse i dati per una serie di racconti conosciuti come “racconti moldavi” (Per il bene comune, Pe-Koptior) e “racconti della Crimea” (Nelle catene di Shaytan, Sulla pietra, Sotto i minareti).
Non essendo riuscito a ottenere la posizione di responsabile di un magazzino di libri a  Černihiv, dove viveva la famiglia, si trasferì a  Žytomyr, dove dal novembre 1897 al marzo 1898 lavorò nella redazione del giornale Volyn. In primavera di quello stesso anno si trasferì finalmente a Černihiv, dove fino al 1911 lavorò all’ufficio statistico. Durante il suo soggiorno a Černihiv incontrò e si innamorò di Vira Deisha, che ben presto sposò. Ebbero quattro figli: Yurii, Oksana, Iryna, Roman. La loro casa divenne un luogo d’incontro per giovani letterati della città, come Vasyl Blakytnyi, Mykola Voronyi, Pavlo Tyčyna.
Una fonte importante per la biografia di Kocjubyns'kyj sono le 300 lettere alla sua amante Oleksandra Aplaksina, che aveva 16 anni meno di lui. Le lettere furono pubblicate per la prima volta nel 1938 dall'Istituto di letteratura ucraina dell'Accademia nazionale delle scienze dell'Ucraina. La relazione di Kocjubyns'kyj e Aplaksina finì nel 1907 quando fu scoperta dalla moglie di Kocjubyns'kyj.
Durante una delle visite in Galizia (in particolare in Hutsulščyna) scrisse uno dei suoi romanzi più importanti intitolato Le ombre degli avi dimenticati, basato sul soggetto del quale Sergej Iosifovič Paradžanov diresse nel 1964 il film omonimo che divenne un capolavoro del cinema ucraino.
Nel 1911 la Società dei sostenitori della letteratura, scienza e dell'arte ucraina assegnò a Mychajlo Kocjubyns'kyj una borsa a vita per permettergli di dedicarsi completamente al lavoro letterario. Però non la ricevette a lungo, perché il suo stato di salute peggiorò; Kocjubyns'kyj soffriva infatti di asma ed era ammalato di tubercolosi. Per questa ragione andava frequentemente in Italia, in particolare a Capri dove riceveva delle cure. Sempre a Capri incontrava spesso Maksim Gor’kij. Mentre viveva a casa di quest ultimo nell’inverno 1911-1912, scrisse le sue famose opere Non è colpa dei cavalli e Regalo di compleanno. Durante la sua ultima permanenza in ospedale, scoprì della morte del suo migliore amico, il compositore Mykola Vitalijovyč Lysenko.
Morì il 25 aprile 1913 e fu sepolto a Černihiv sulla collina Boldyna Hora, il suo posto preferito per le passeggiate.

## Opere
- Kharytia, (1891)
- Per scontato, (1891)
- L’abete, (1891)
- Il piccolo peccatore, (1893)
- Per il bene comune, (1895)
- Pe-Koptior (1896)
- La strega, (1898)
- Nelle catene di Shaytan, (1899)
- Bambolina, (1901)
- A caro prezzo, (1901)
- Sulla pietra, (1902)
- La fioritura dei meli, (1902)
- Dalla profondità, (1903-1904)
- Sotto i minareti, (1904)
- La risata, (1906)
- Sta arrivando, (1906)
- Persona grata, (1907)
- Intermezzo, (1908)
- Fata Morgana, (la prima parte 1902-1903, la seconda 1910)
- Cosa è scritto nel libro della vita, (1911)
- Le ombre degli avi dimenticati, (1911)
- Non è colpa dei cavalli, (1912)
- Regalo di compleanno, (1912)